# Atílio Baldocchi
Atílio Baldocchi (São Paulo, 22 de julho de 1901 — São Paulo, 25 de junho de 1984) foi um pintor e professor de desenho e pintura brasileiro.

## Biografia
Atílio Baldocchi fez seus estudos com os mestres Cesar Colassuono, Giorgio Ziliani, Ernesto Friolli, Aladino Divani, além de Benjamim Parlagreco.
Em 1928, Gonçalo de Athayde organizou uma exposição de pintura em Ribeirão Preto com obras de Bernardino de Souza Pereira, Alfredo Volpi, José Perissinotto, Ângelo Simeone, Atílio Baldocchi, Orlando Tarquínio e outros. Foi nessa mostra coletiva que Baldocchi exibiu seus trabalhos pela primeira vez.
Transferiu-se, logo depois, para a cidade de São João da Boa Vista, aí permanecendo nas décadas de 1930 e 1940. Em paralelo à produção artística exerceu o cargo de professor de desenho no ginásio local. Nessa cidade, Atílio Baldocchi organizou sua primeira exposição individual (1933). Em 1933 e 1935 realizou outras duas individuais na capital paulista e frequentou diversas mostras coletivas, destacando-se suas participações no Salão Paulista de Belas Artes em São Paulo.
Atílio Baldocchi dedicou-se, de preferência, às paisagens, naturezas mortas e cenas de gênero. Um trabalho seu - uma natureza morta - figura no acervo do Museu Nacional de Belas Artes no Rio de Janeiro.
Além de pintor, foi conceituado professor, chegando a catedrático de desenho no Magistério Secundário e Normal do Estado de São Paulo. Coube-lhe, também, juntamente com outros mestres, organizar o Curso de Especialização em Desenho Geral e Pedagógico para a Escola Normal Caetano de Campos, sabidamente um dos mais antigos (fundado em 1846) e conhecidos colégios de ensino público da capital paulista.[carece de fontes?]

## Prêmios
A obra de Atílio Baldocchi foi premiada em vários salões de arte, entre os quais:
- Prêmio Prefeitura de São Paulo, 1º Salão Paulista de Belas Artes (São Paulo), 1934
- Prêmio Hemisfério Ocidental, Salão Nacional de Belas Artes (Rio de Janeiro), 1939
- Medalha de Bronze, 25º Salão Paulista de Belas Artes (São Paulo), 1960
- Prêmio de Aquisição, 31º Salão Paulista de Belas Artes (São Paulo), 1966
- Grande Medalha de Prata, 41º Salão Paulista de Belas Artes (São Paulo), 1976

## Exposições coletivas
- 1928 - Salão da Sociedade Muse Italiche (São Paulo) - menção honrosa
- 1934 - 1º Salão Paulista de Belas Artes (São Paulo) - Prêmio Prefeitura de São Paulo
- 1935 - 2º Salão Paulista de Belas Artes (São Paulo)
- 1935 - 3º Salão Paulista de Belas Artes (São Paulo)
- 1937 - 5º Salão Paulista de Belas Artes (São Paulo)
- 1939 - Salão Nacional de Belas Artes (Rio de Janeiro) - Prêmio Hemisfério Ocidental
- 1940 - 7º Salão Paulista de Belas Artes (São Paulo, Salão de Arte Almeida Júnior da Prefeitura Municipal)
- 1941 - Salão Nacional de Belas Artes (Rio de Janeiro) - menção honrosa
- 1942 - 8º Salão Paulista de Belas Artes (São Paulo, Galeria Prestes Maia)
- 1943 - 9º Salão Paulista de Belas Artes (São Paulo, Galeria Prestes Maia)
- 1960 - 25º Salão Paulista de Belas Artes (São Paulo, Galeria Prestes Maia) - medalha de bronze
- 1966 - 31º Salão Paulista de Belas Artes (São Paulo) - Prêmio de Aquisição
- 1972 - 37º Salão Paulista de Belas Artes (São Paulo)
- 1976 - 24º Salão de Belas Artes de Piracicaba (Piracicaba, Pinacoteca Municipal)
- 1974 - Salão Limeirense de Arte Contemporânea - Medalha de Bronze
- 1976 - 41/ Salão Paulista de Belas Artes (São Paulo) - Grande Medalha de Prata
- 1979 - 27º Salão de Belas Artes de Piracicaba (Piracicaba, Pinacoteca Municipal)
- 1982 - Marinhas e Ribeirinha (São Paulo, Museu Lasar Segall)[1]